# Ceratinini
I Ceratinini Latreille, 1802 sono una tribù di imenotteri della famiglia Apidae (sottofamiglia Xylocopinae).

## Descrizione

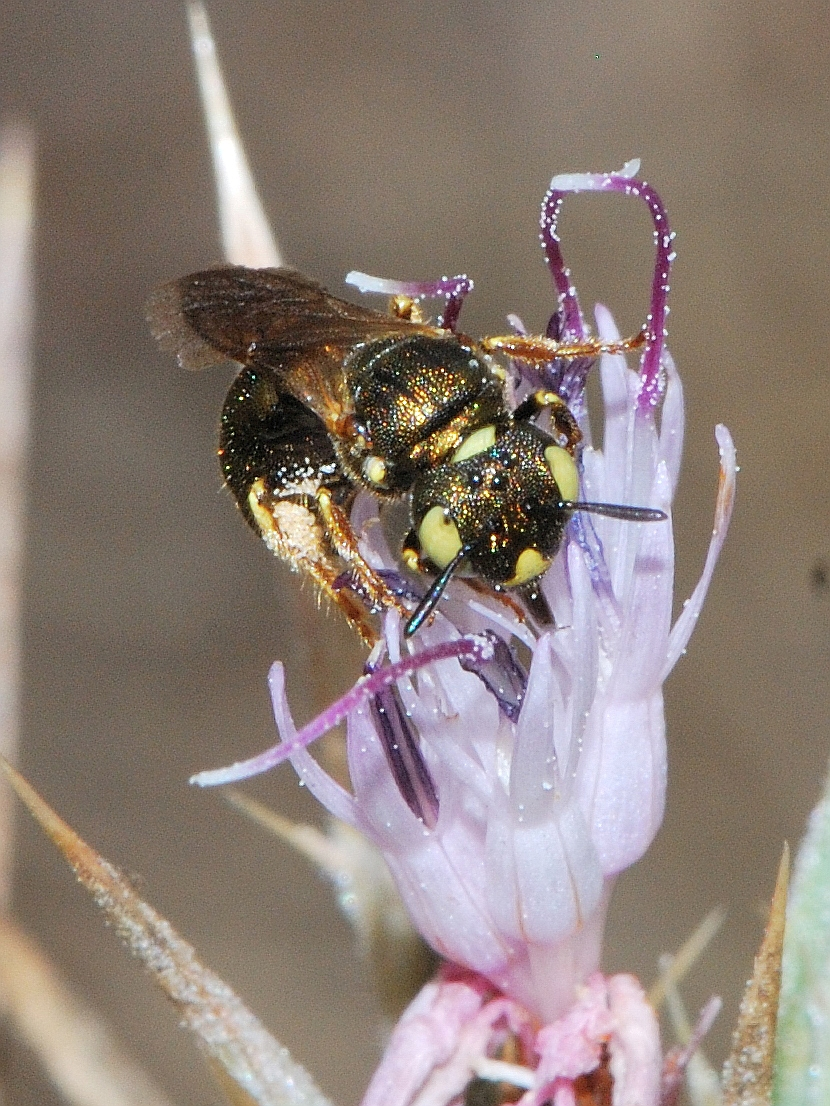
Femmina di Ceratina sp.

Sono apoidei piuttosto esili, solitamente di piccole dimensioni, con corpo in genere glabro e di colorazione dal nero al verde metallizzato, raramente rosso metallizzato. La maggior parte delle specie ha marcature gialle sul capo, che in alcune specie asiatiche sono estese anche al torace e all'addome. Una caratteristica distintiva delle femmine di molte specie è una colorazione quasi uniformemente nera, con l'eccezione di una cospicua striscia gialla, allungata in senso verticale, in mezzo al clipeo.

## Biologia
La maggior parte delle specie sono apoidei solitari che nidificano in cavità all'interno di rami o fusti secchi, ma esiste un discreto numero di specie comunitarie e poche specie con comportamento semisociale, con più femmine che condividono il nido, formando piccole colonie nelle quali alcune provvedono all'approvvigionamento di polline e altre rimangono nel nido, deponendo le uova.

## Tassonomia
La tribù comprende 2 generi:
- Ceratina Latreille (208 spp.)
- Megaceratina Hirashima (1 sp.)

In Europa sono presenti le seguenti specie:
- Ceratina acuta  (Friese, 1896)
- Ceratina albosticta
- Ceratina bispinosa
- Ceratina callosa (Fabricius, 1794)
- Ceratina chalcites Latreille, 1809
- Ceratina chalybea Chevrier, 1872
- Ceratina chrysomalla
- Ceratina cucurbitina (Rossi, 1792)
- Ceratina cyanea (Kirby, 1802)
- Ceratina cypriaca
- Ceratina dallatorreana Friese, 1896
- Ceratina dentiventris Gerstaecker, 1869
- Ceratina gravidula Gerstaecker, 1869
- Ceratina loewi Gerstaecker, 1869
- Ceratina mandibularis
- Ceratina mocsaryi
- Ceratina moricei
- Ceratina nigroaenea
- Ceratina nigrolabiata Friese, 1896
- Ceratina parvula Smith, 1854
- Ceratina sakagamii
- Ceratina saundersi Daly, 1983
- Ceratina schwarzi
- Ceratina tarsata
- Ceratina teunisseni
- Ceratina zandeni
- Ceratina zwakhalsi

### Alcune specie

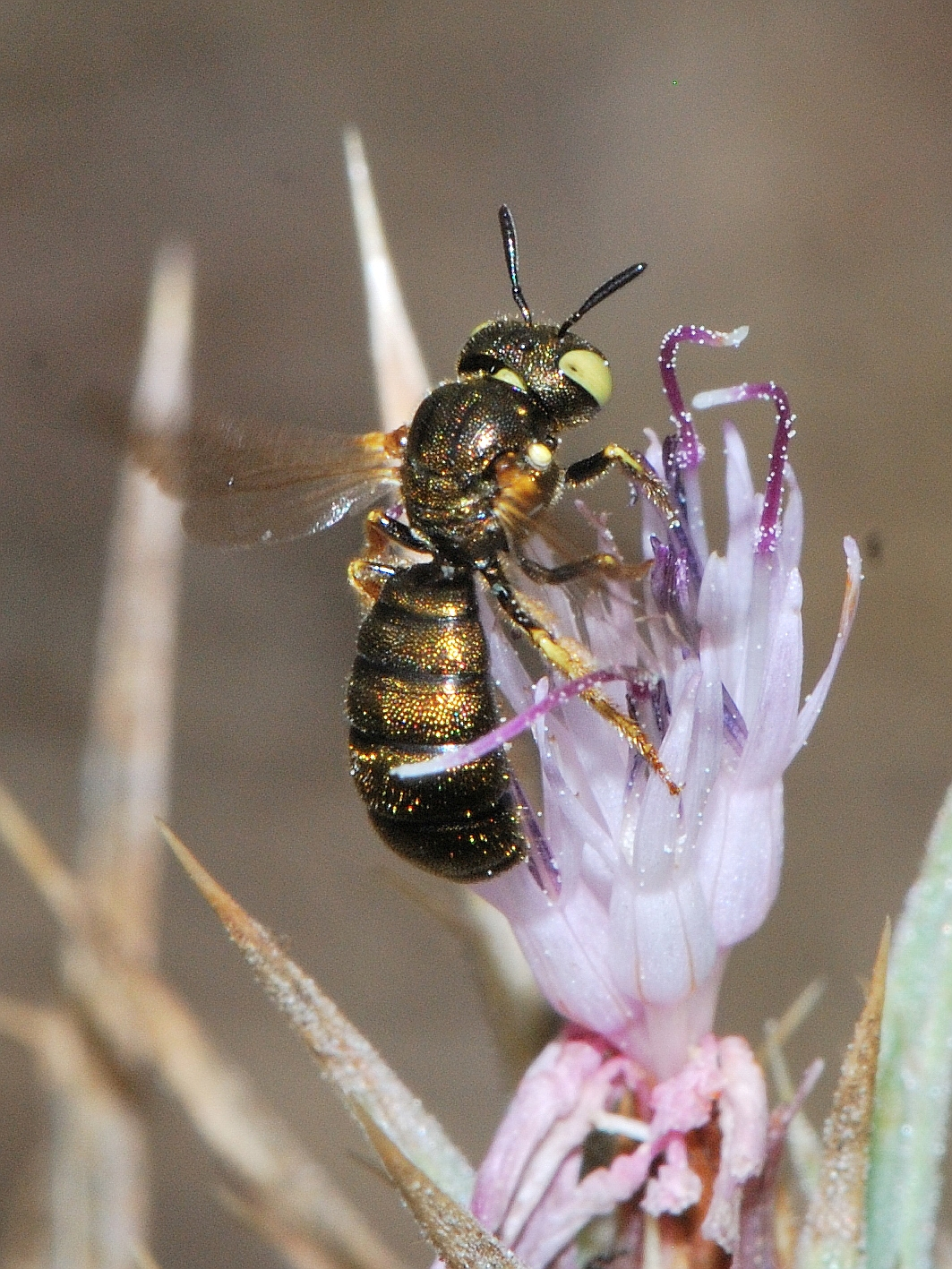
Ceratina bifida ♀
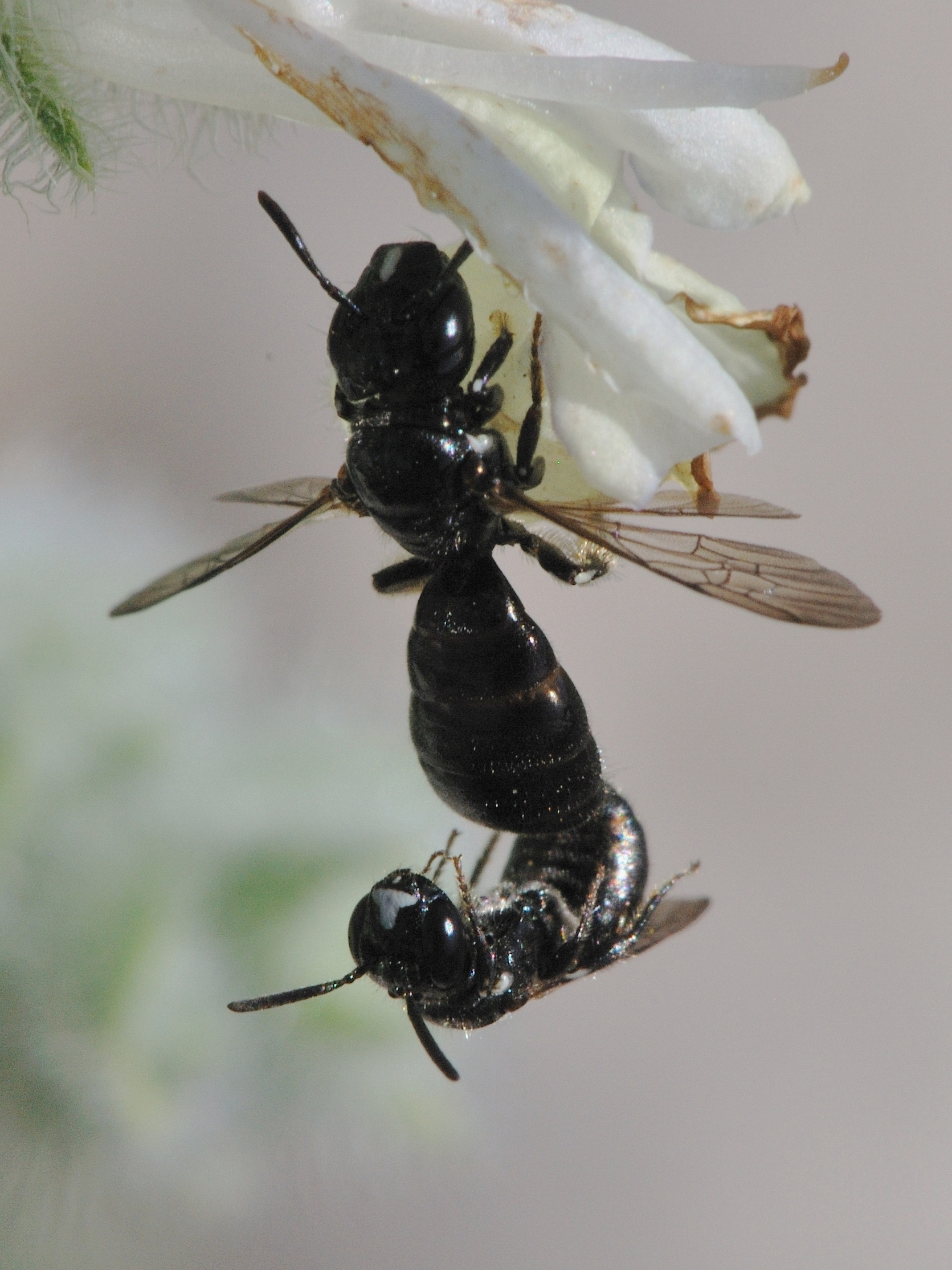
Ceratina cucurbitina ♂ ♀
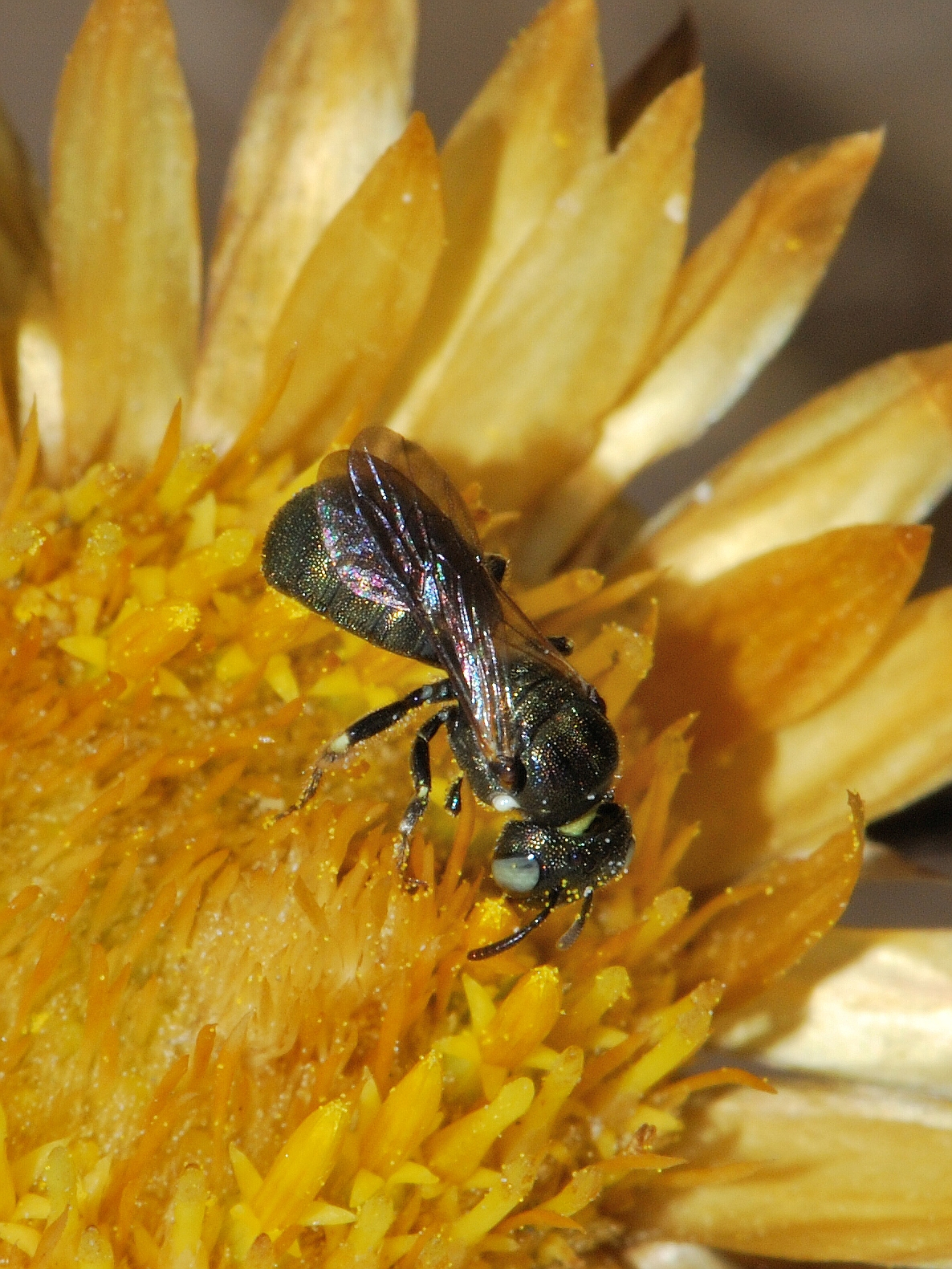
Ceratina dentiventris ♀

## Distribuzione
Il genere Ceratina ha distribuzione cosmopolita mentre l'unica specie nota del genere Megaceratina (Megaceratina sculpturata (Smith)) ha un areale africano.